# フォルティフォルケプス
フォルティフォルケプス（Fortiforceps）は、約5億年前のカンブリア紀に生息したメガケイラ類の化石節足動物の一属。頑丈な大付属肢と扇形の尾をもつ、中国の澄江動物群で見つかった Fortiforceps foliosa という1種のみによって知られる。

## 名称
捕獲用の頑丈な大付属肢をもつことにより、学名「Fortiforceps」はラテン語の「fortis」（強健・たくましい）と「forceps」（ハサミ）の合成語である。複数の平たい構造体に分かれた尾部に因んで、模式種（タイプ種）の種小名「foliosa」はラテン語の「foliosus」（葉の多い）による。

## 形態

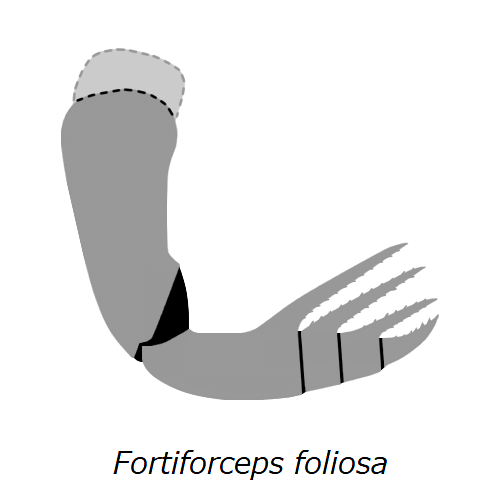
フォルティフォルケプスの大付属肢。基部の短い肢節とされる部分（薄灰色+破線）は単なる節間膜の可能性がある。

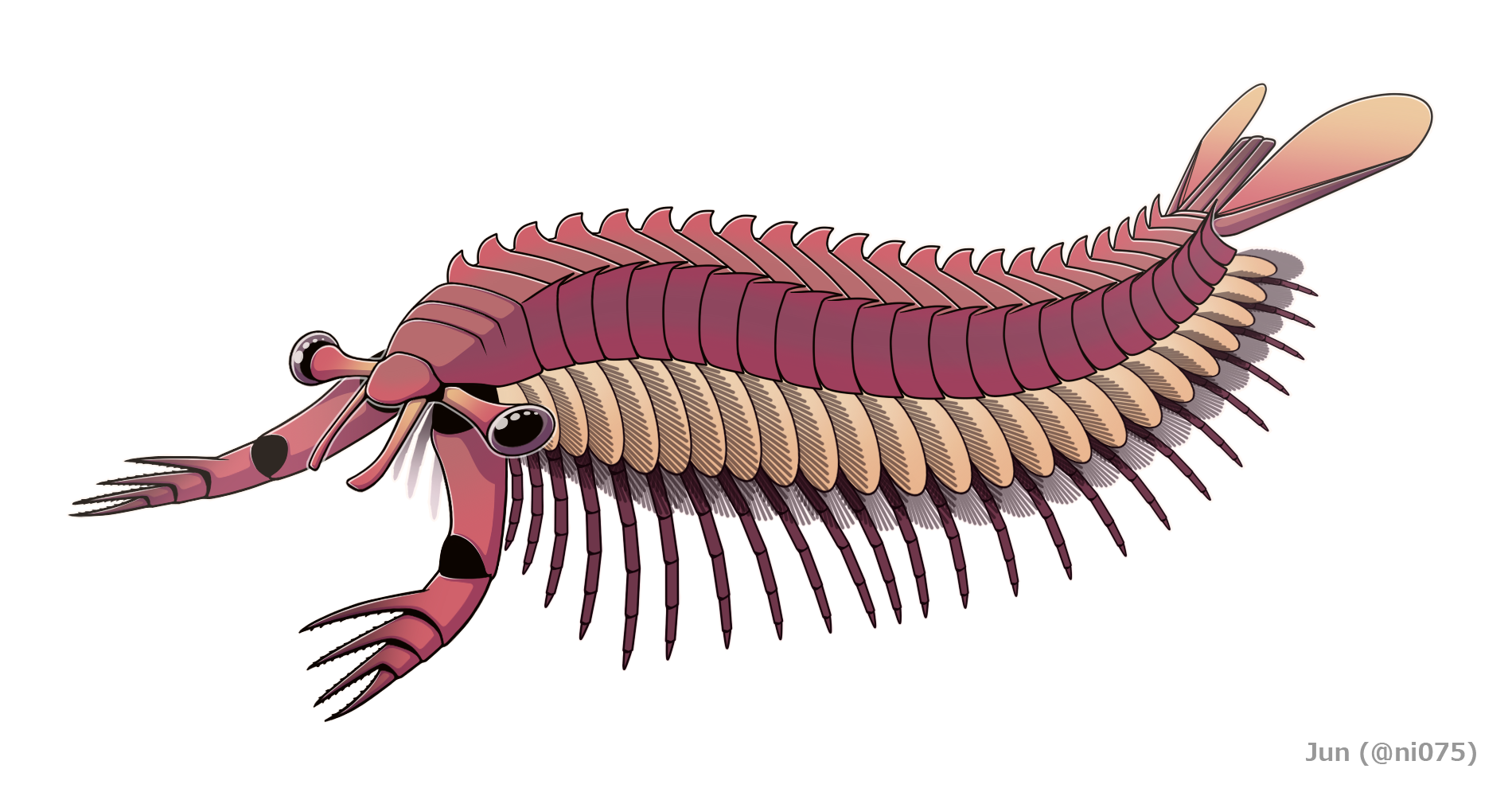
2020年までの見解に基づいたフォルティフォルケプスの全身復元図。背板は2列の突起が走り、頭部の前端には1対の触角様の構造体がある。

体は短い頭部と20節以上に分かれた胴部からなり、体長は付属肢を除いて約4cmに及ぶ。頑丈な大付属肢・扇形の尾部・および胴部の両背側に並んだ突起が特徴的である。

### 頭部
頭部（head）は短い背甲（carapace）に覆われ、後側には2本の溝がある。背甲の前端には「anterior sclerite」という1枚の小さな甲皮があり、眼柄に付属した大きな複眼と「frontal protuberances」という触角様の構造体はその近くに配置される。最初の付属肢（関節肢）である大付属肢（great appendage）は柄部が頑丈で、先端の4肢節は噛み合わせた4本の爪となり、縁に鋸歯が並んでいる。大付属肢の柄部の構成については、2肢節（短い第1肢節+頑丈な第2肢節）と1肢節のみ（前述の「第1肢節」を節間膜と見なす）という2つの解釈がある。大付属肢の直後は胴部のものと同形の付属肢が複数対あるが、これは文献によって3対もしくは2対と解釈される。

#### 触角様の構造体
本属の中で、大付属肢の直前にある「frontal protuberances」という触角様の構造体の正体が特に疑問視される。この構造体の本質は、メガケイラ類の基本体制の解釈に影響を与える可能性がある（詳細はメガケイラ類#大付属肢の対応関係を参照）。原記載の Hou & Bergström 1997 ではこれは中大脳性（第1体節由来）の第1触角と解釈されたが、Chen et al. 2004 ではこの構造体の存在自体が否定的とされる。後に新たな研究によってこの構造体の存在が確定的になったが、付属肢のような分節がなく、メガケイラ類の大付属肢も中大脳性の付属肢だと判明したため、これは付属肢として認められにくい。似たような構造体をもつ他のメガケイラ類は、Kootenichela deppi と Worthenella cambria が列挙される。

### 胴部
胴部（trunk）は20-22節の胴節からなり、各胴節は背腹に1枚の背板（tergite）と、縁に剛毛がある葉状の外肢（exopod）と細長い内肢（endopod）でできた1対の二叉型付属肢がある。Hou & Bergström 1997 では背板は単調で、内肢は15節の肢節をもつと解釈された。しかし Aria et al. 2020 の再記載では、それぞれの背板の両背側には後ろ向きに突き出した突起があり、内肢は7節の肢節のみをもつとされる。尾部はよく発達した尾扇（tail fan）で、3つの平たい構造体からなり、そのうち中央の部分はさらに横で3枚に分かれたような細い長方形で、左右の部分は葉状に広がる。尾扇のうち中央の部分は尾節（telson）で、左右の部分は付属肢もしくは背板由来と考えられる。

## 生態
多くのメガケイラ類と同様、フォルティフォルケプスはヒレ状の外肢で遊泳をし、大付属肢で獲物を獲る捕食者であったと考えられる。

## 分類

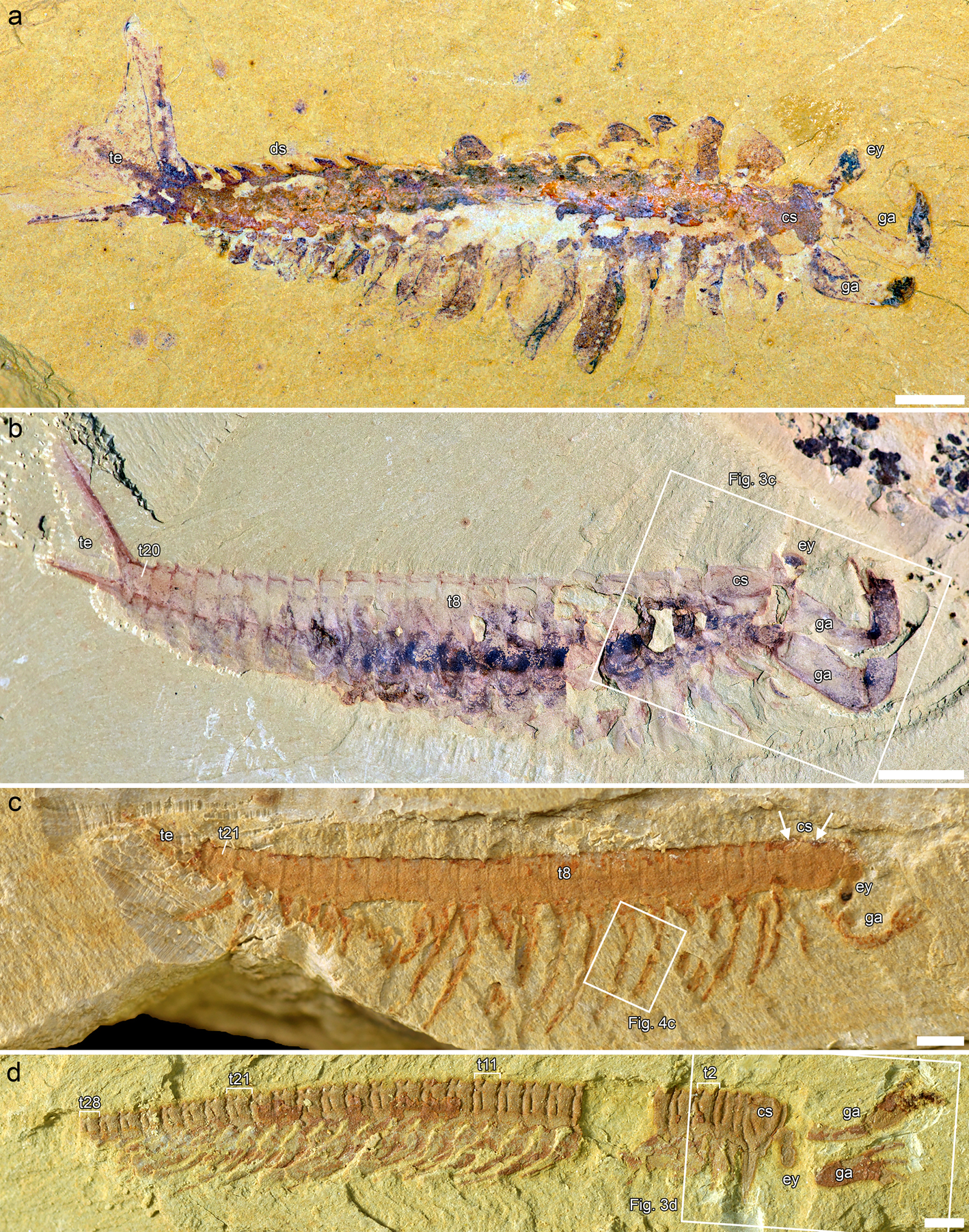
フォルティフォルケプス（a, b）、ジェンフェンギア（c）と Sklerolibyon（d）の化石

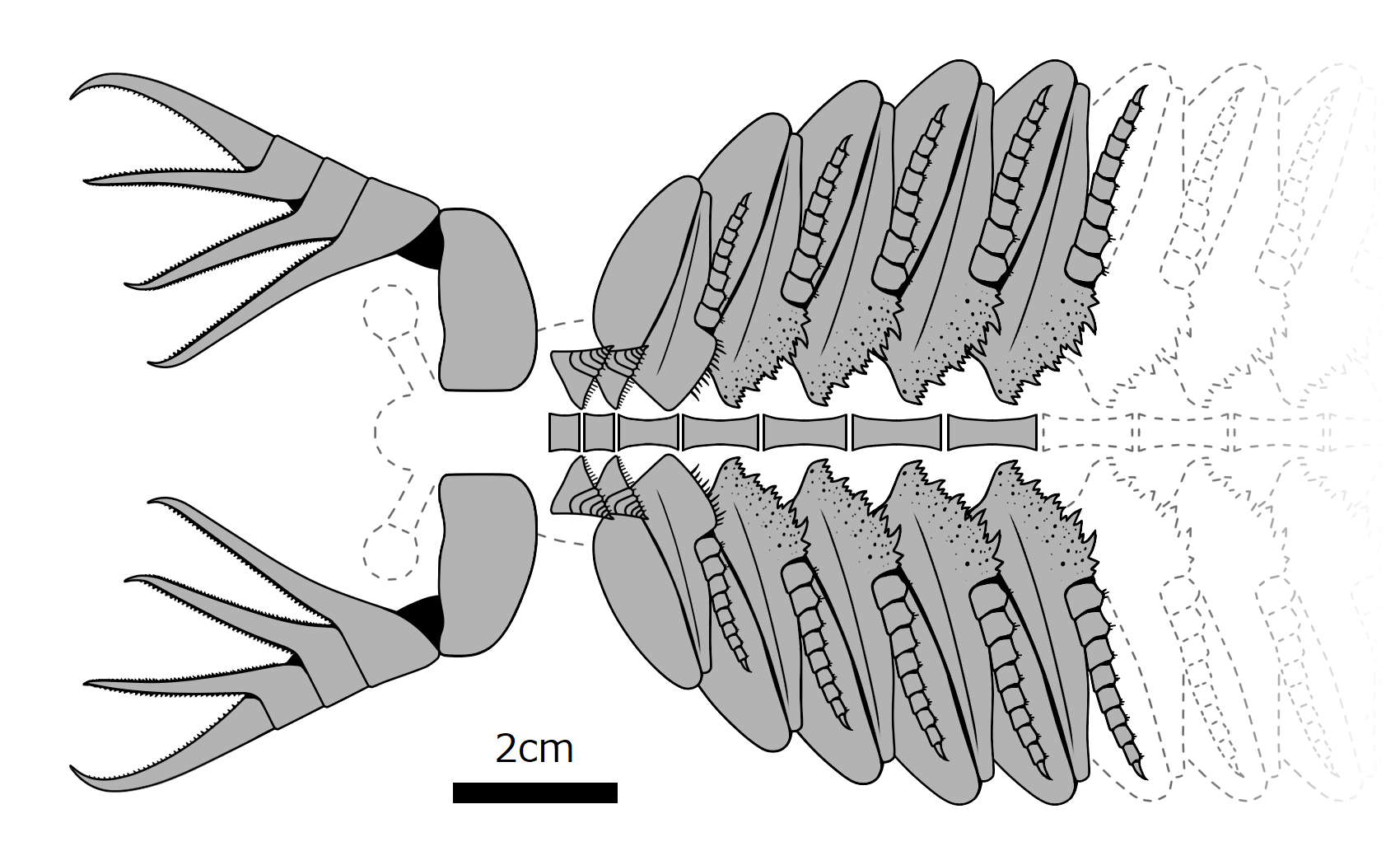
パラペイトイア

メガケイラ類の中で、フォルティフォルケプスは原記載の Hou & Bergström 1997 から長い間で独自にフォルティフォルケプス目（Fortiforcipida）のフォルティフォルケプス科（Fortiforcipidae）に分類された。Aria et al. 2020 では、本属はジェンフェンギア、Sklerolibyon などと共にジェンフェンギア科（Jianfengiidae）に再分類され、その中で本属はパラペイトイアに最も近縁とされる。
フォルティフォルケプス（フォルティフォルケプス属 Fortiforceps）は模式種（タイプ種）である Fortiforceps foliosa のみによって知られ、中国雲南省の Maotianshan Shales（澄江動物群、約5億1,800万年前）のみから発見される。広く認められる意見ではないが、フォルティフォルケプス、ジェンフェンギア、Tanglangia という3属のメガケイラ類は、実は同種による個別の成長段階を表した姿ではないかという説もある。